# Panzer-Triebwagen D-2
Der Panzer-Triebwagen D-2 (russisch Мотоброневаго́н/ы Д-3 Motobronewagon/y D-2, kurz russisch МБВ MBW) war ein sowjetisches gepanzertes Triebfahrzeug aus der Zwischenkriegszeit.

## Geschichte

### Sowjetunion
Nach den ersten erfolgreichen Testergebnissen des Panzer-Triebwagen D-3, begann der Ingenieur Nikolai Iwanowitsch Dyrenkow mit einer weiteren Verbesserung seines Entwurfes. Er wollte einen noch leistungsstärkeren und verbesserten Panzer-Triebwagen herstellen. Die Bezeichnung dieses Modells lautete D-2 und bereits im Februar 1931 konnte ein erster Prototyp hergestellt werden. Nach einem kurzen Testlauf wurden kleinere Mängel beseitigt und der Prüfungskommission vorgestellt. Diese war von dem Fahrzeug beeindruckt und bestellte mehrere Fahrzeuge.

### Wehrmacht
Während des Einmarsches in die Sowjetunion, konnte die Wehrmacht neun Panzer-Triebwagen D-2 zwischen 1941 und 1942 erbeuten. Nach größeren Umbaumaßnahmen wurden die Panzer-Geschütz-Triebwagen 17 bis Panzer-Geschütz-Triebwagen 23 ab 6. März 1943 (Nummer 17) in Dienst gestellt. Komplett Einsatzbereit war der erste am 6. Dezember 1943. Die Umbauarbeiten fanden im Reichsbahn-Ausbesserungswerk Nürnberg statt.

## Prototyp

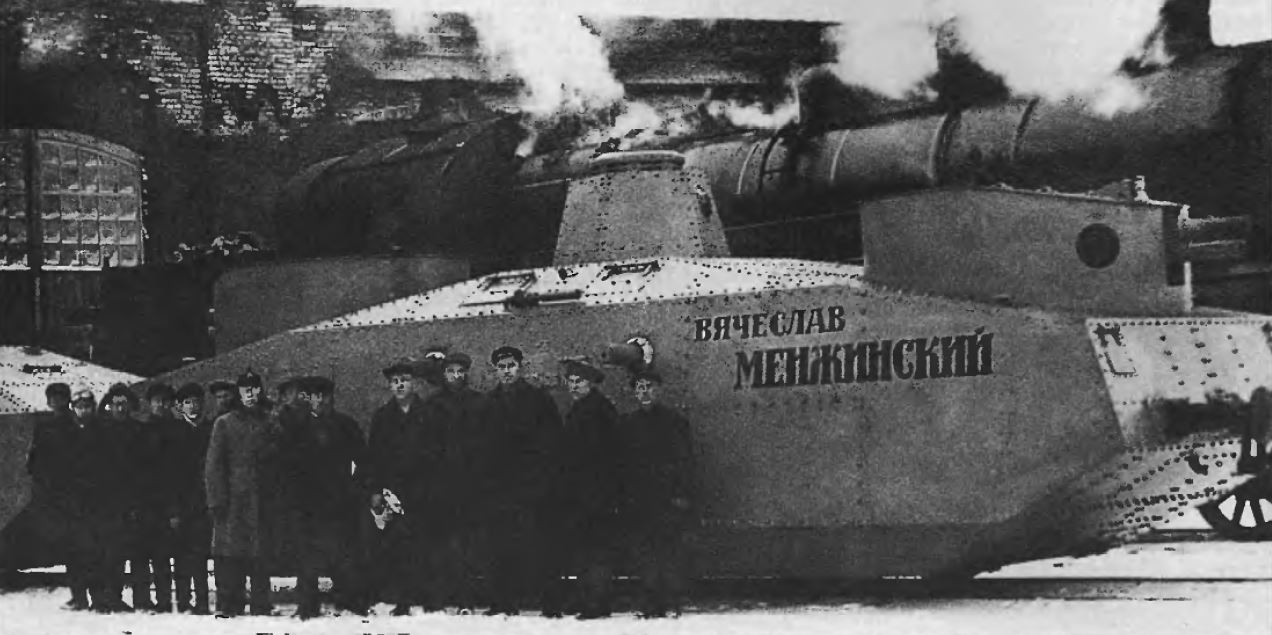
Prototyp des Panzer-Triebwagen D-2 mit geänderten Namen Wjatscheslaw Menschinki

Der Prototyp des Panzer-Triebwagen D-2 wurde im Februar 1931 fertiggestellt und erhielt den Namen russisch Вячеслав Менжинский Wjatscheslaw Menschinski. Nach der Beseitigung aller festgestellten Mängel wurde der Panzer-Triebwagen D-2 bei der Panzerzugdivision der OGPU in Dienst gestellt und weiteren Tests unterzogen. Dabei legte der Panzer-Triebwagen 3.247 Kilometer zurück mit einer maximalen Geschwindigkeit von 50 km/h. 1.128 davon angehängt an einen Panzerzug und 106 km mit zwei vollbeladenen Flachwagen. Die Bewertung des Motors fiel positiv aus, da es zu keinerlei Problemen oder Ausfällen kam. Bei Beschusstests wurden 39 Granaten aus jedem Geschütz abgefeuert, wobei es auch hier zu keinerlei Schäden oder Problemen kam. Weiterhin war man von der Stabilität des Wagens beim Feuern begeistert. Dennoch war die Anordnung der seitlichen Maschinengewehre als sehr schlecht eingestuft worden, da sie jeweils zu nah am Kraftfahrer waren. Die restlichen Maschinengewehre waren gut angeordnet.
Bemängelt wurde auch, dass das Fahrzeug im unfertigen Zustand übergeben wurde. So gab es keine Feuerkontrolle aufgrund fehlender Visierungen oder geeigneter Beobachtungs- oder Kommandierungsmöglichkeiten. Weiterhin gab es keinerlei Lagerraum für Ersatzteile oder Kartuschen und die Kommandantenkabine war dunkel und besaß kaum Möglichkeiten zur Sicht nach draußen. Im neuen Fahrzeug sollte hier Abhilfe geschaffen werden. Auch das Kühlsystem war sehr unzuverlässig und bedarf einiger Verbesserungen. Für den Kraftfahrer war die Bedienung der Steuerung sehr kompliziert und auch hier sollten deutliche Vereinfachungen durchgeführt werden. Um im Einsatz im Fahrzeug den Komfort der Mannschaft zu verbessern, sollte eine Belüftung eingebaut und Lagerplatz geschaffen werden. Dennoch sah man im Panzer-Triebwagen D-2 hohes Potential und befand dieses Modell als gut für die Armee.
Im November und Dezember 1931 wurden letzte Änderungen am Prototyp vorgenommen. So wurden die Kanonen durch verbesserte 7,62-cm-Divisionskanonen M1902/30 ausgetauscht und die Geschütztürme mit Periskopen und Sehschlitzen ausgestattet. Für den Kommandanten wurde mehr Platz geschaffen, Licht eingebaut und es gab mehr Beobachtungsmöglichkeiten nach draußen. Der Wagen erhielt eine interne Kommunikation und eine Funkstation für die Kommunikation nach draußen. Für diese wurde über dem Beobachtungsstand eine erhöhte Rahmenantenne aufgebaut. Nach diesen Verbesserungen wurde der Prototyp dem Volksverteidigungskommissar, Kliment Jefremowitsch Woroschilow, vorgestellt. Dieser war begeistert und so erging am 31. Dezember 1931 der Erlass zum Bau von 60 Panzer-Triebwagen innerhalb von zwei Monaten.

## Produktion

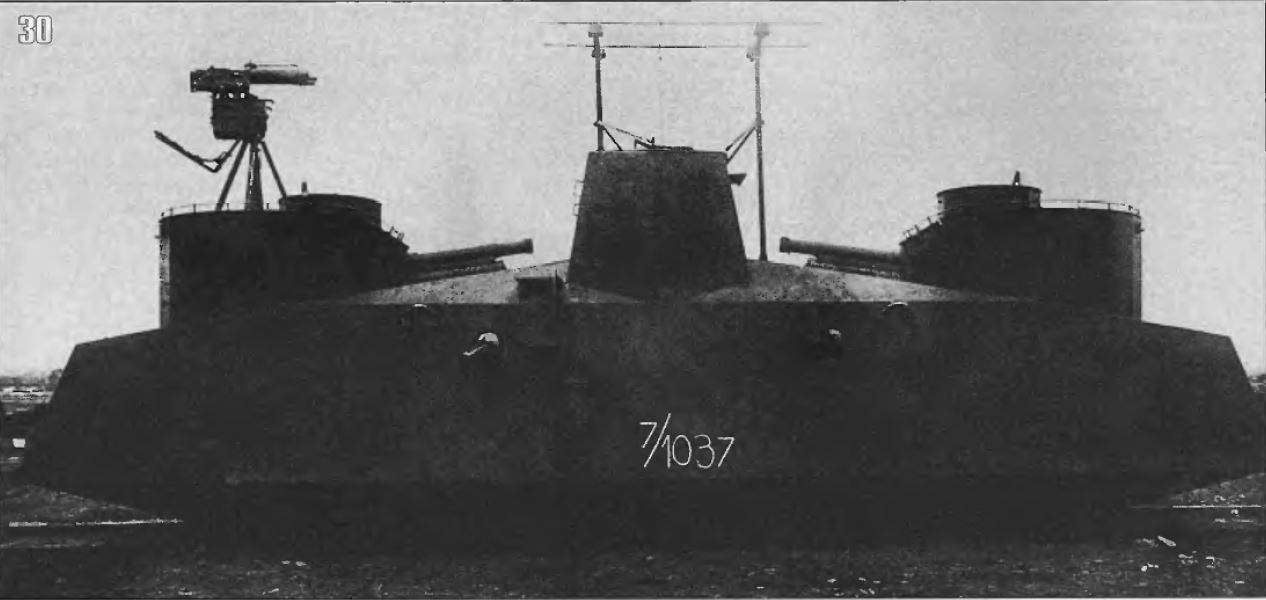
Panzer-Triebwagen D-2 des 55. NKWD-Regiment aus dem Werk Krasny Profintern, 1940

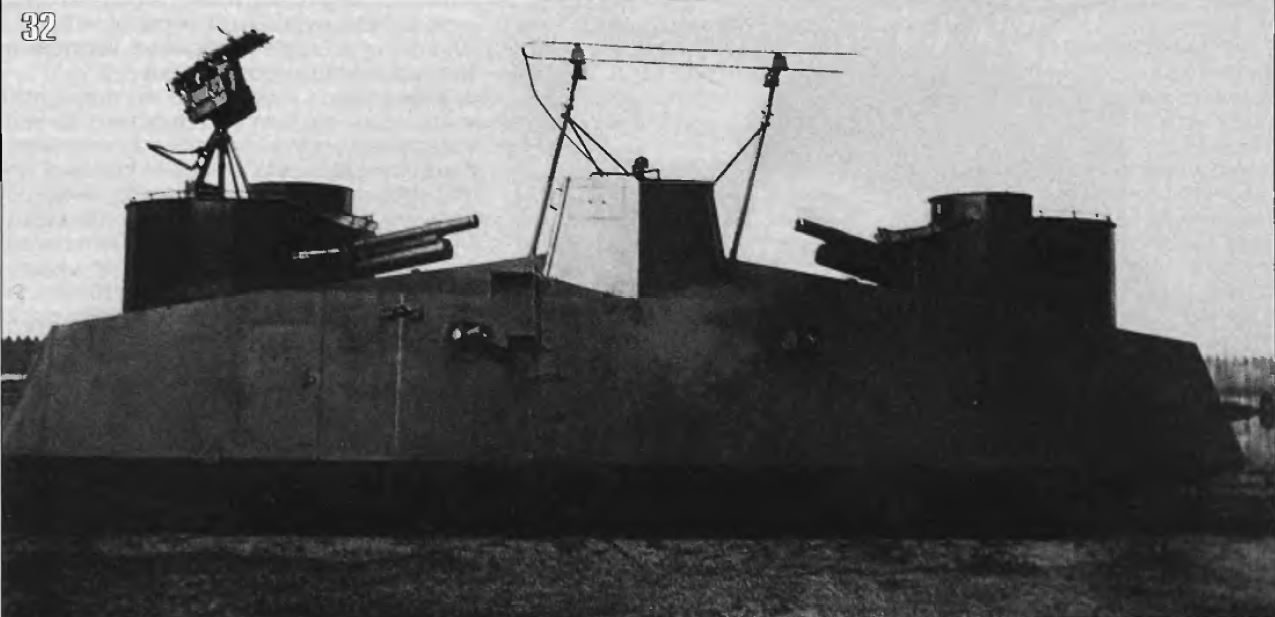
Panzer-Triebwagen D-2 des 85. NKWD-Regiment aus dem Werk Moscheres, 1940

Die Produktion der Panzer-Triebwagen D-2 sollte von vier Fabriken übernommen werden. Dazu zählten Krasny Profintern in Brjansk, das Werk 1 der OGPU in Ljublino und die Maschinenbauwerke in Kaluga und Kolomensk. Jedes Werk sollte bis zum 15. März 1912 15 Panzer-Triebwagen herstellen.
Doch die Produktion lief nicht wie geplant, da es an Legierungszusätzen für den Panzerstahl, elektrische Geräte, Lager und Sauerstoff zu Schneiden der Panzerung in allen Fabriken fehlte. Neben Materialproblemen fehlten auch erfahrene Arbeiter, Techniker und Ingenieure. Am 1. November 1932 wurde das Werk 1 an die Eisenbahn übergeben und erhielt den Namen Eisenbahnreparaturwerk Moscheres (Можерез, kurz für Московский железнодорожно-ремонтный завод Moskowski schelesnodoroschno-remontny sawod). Zum 5. November 1932 war der Arbeitsfortschritt in diesem Werk wie folgt:
- Nr. 1: fertig, bis aus Maschinengewehre, Kupplung wird eingestellt
- Nr. 2: fertig, bis aus Maschinengewehre, Kupplung wird eingestellt, kein Funkgerät
- Nr. 3: fertig, bis aus Maschinengewehre, Kupplung wird eingestellt, kein Funkgerät
- Nr. 4: keine Kugelgelenke, kein Getriebe, keine Hydraulikpumpe, kein Funkgerät, kein Lüfter, kein Kraftstofftank
- Nr. 5: keine Kugelgelenke, kein Getriebe, keine Hydraulikpumpe, kein Funkgerät, kein Lüfter, kein Kraftstofftank
- Nr. 6: fertig, bis aus Maschinengewehre, Kupplung wird eingestellt, kein Funkgerät
- Nr. 7: keine Kugelgelenke, kein Getriebe, keine Hydraulikpumpe, kein Funkgerät, kein Lüfter, kein Kraftstofftank, keine Kupplungssteuerung
- Nr. 8: keine Kugelgelenke, kein Getriebe, keine Hydraulikpumpe, kein Funkgerät, kein Lüfter, kein Kraftstofftank, keine Kupplungssteuerung
- Nr. 9: Rumpf und Türme fertiggestellt, Kupplung eingebaut
- Nr. 10: Rumpf und Türme fertiggestellt, Federachslager und Bremsgetriebe eingebaut
- Nr. 11: Rumpf und Türme fertiggestellt, Produktion Federachslager im Gang
- Nr. 12: Rumpf und Türme fertiggestellt, Produktion Federachslager im Gang
- Nr. 13: Rumpf und Türme fertiggestellt, Produktion Federachslager im Gang
- Nr. 14: Rumpf und Türme fertiggestellt, Produktion Federachslager im Gang
- Nr. 15: Rumpf und Türme fertiggestellt, Produktion Federachslager im Gang

Bis zum Jahresende konnte noch immer kein einziger Panzer-Triebwagen fertiggestellt werden. Erst im Januar 1933 konnte der erste Panzer-Triebwagen ausgeliefert werden, der letzte im September 1933.
Bei den anderen Werken war die Situation nicht besser oder gar noch schlechter. In den Maschinenbauwerke in Kaluga und Kolomensk wurde kein einziger Panzer-Triebwagen montiert, da sie mit anderen Aufträgen beschäftigt waren und keine Kapazitäten besaßen. Anfang 1933 wurden die Firmen aus dem Vertrag genommen. Auch bei Krasny Profintern verzögerte sich der Bau der Panzer-Triebwagen erheblich, da die Firma mit dem Bau von gepanzertem Rollmaterial und gepanzerten Dampflokomotiven beschäftigt war. Erst im Juli 1943 verließ dort der letzte der 15 Panzer-Triebwagen die Werkstore.
Zwischen 1932 und 1934 wurden in den zwei Fabriken 30 Serienmodelle des Panzer-Triebwagen D-2 hergestellt.

## Technische Daten

### Prototyp
Der Panzer-Triebwagen D-2 wurde auf einen zweiachsigen Flachwagen aufgebaut und hatten eine Panzerzug aus gewalzten und homogenisierten Stahl. Auf dem Dach hatte die Panzerung ein Stärke von 10 mm und 16 mm an den Seiten. In der Mitte des Rumpfes befand sich eine Kommandantenkabine mit einem Beobachtungsturm, welcher mit stroboskopischen Beobachtungsgeräten ausgestattet war. Angetrieben wurde der Panzer-Triebwagen durch einen Hercules-YHS-Ottomotor mit einer Leistung von 93 PS. Umgesetzt wurde die Kraft mithilfe eines Schneckengetriebe von Dyrenkow, welches die Bezeichnung D-35 erhielt.
Die Besatzung bestand aus 16 Soldaten, welche mithilfe von zwei Türen auf jeder Seite in der Panzer-Triebwagen einsteigen konnten. Die Bewaffnung des Prototyp bestand aus zwei 7,62-cm-Infanteriegeschützen Modell 1913 in je einem Geschützturm. Für die Nahverteidigung gab es je zwei Maxim-Maschinengewehre in den Öffnungen an den Seiten, je ein DT-Maschinengewehr im Geschützturm und ein DT-Maschinengewehr im Beobachtungsstand.

### Serienmodelle
Bei den Serienmodellen wurden die Kabinen für den Kommandanten, den Funker und den Kraftfahrer vergrößert. Vom Beobachtungsstand in der Mitte des Dachs konnte man mittels einer Tür auf das Dach des Wagens gelangen. An jeder Seite befanden sich sieben Luken mit Sehschlitzen und je zwei Türen. Die Funkstation war mit einer in der Mitte angebrachten Rahmenantenne über dem Beobachtungsstand ausgestattet.
Der Motor des Panzer-Triebwagen befand sich in der Mitte des Fahrzeugs in einem speziellen Rahmen. Das Getrieben D-35 wurde mit einer Scheibenkupplung von Dyrenkow ausgestattet, was sanftere Übergänge beim Schalten ermöglichte. Die Steuerung erfolgte nun mechanisch und hydraulisch, was die Bedienung für den Kraftfahrer deutlich erleichterte.
Die Bewaffnung wurde ebenfalls verbessert und durch je eine 7,62-cm-Divisionskanonen M1902/30 im Geschützturm ersetzt. Für diese Geschütze wurden 500 Granaten mitgeführt. Auf einem dieser Türme konnte ein Maxim-Zwillingsmaschinengewehr für die Luftabwehr installiert werden. Für alle Maschinengewehre wurden 32.000 Patronen mitgeführt.

### Wehrmacht

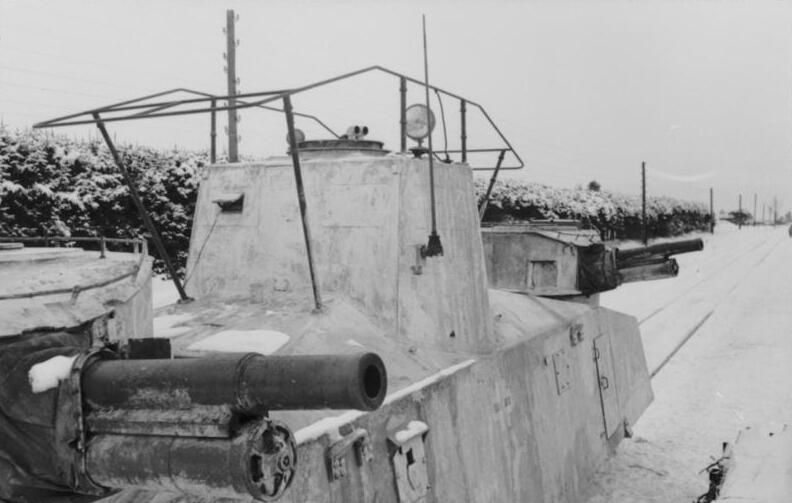
Blick auf die geänderte Rahmentanne

Die 12 m langen und ehemaligen sowjetischen Panzer-Triebwagen D-2 wurden durch die Wehrmacht modifiziert und an die eigenen Bedingungen angepasst. So wurde die Spurweite von Breitspur auf Normalspur geändert. Die vorhandenen Beobachtungstürme wurden entfernt und das Maschinengewehr für die Flugabwehr abgebaut. Die Funkanlage wurde durch eine leistungsstärkere deutsche Variante ausgetauscht und die Rahmenantenne ersetzt. Der Motor wurde durch einen 180 PS starken Achtzylinder-Unterflur-Dieselmotor ausgetauscht. Dieser kam aus den Deutschen Werken in Kiel und die Kraftübertragung erfolgte hydrodynamisch. Mit dem neuen Motor erreichte der Panzer-Triebwagen eine Höchstgeschwindigkeit von 60 km/h.
So erhielten die Geschütztürme im unteren Teil eine zusätzlich Panzerblende, die Bewaffnung blieb bei den beiden 7,62-cm-Feldkanonen 295/1 (r). Die alten Maxim-Maschinengewehre wurden durch vier deutsche leichte Maschinengewehre 34 ersetzt, zwei auf jeder Seite. Weiterhin hatte die Besatzung acht Gewehre, zehn Pistolen und drei Maschinenpistolen zur Verfügung.

## Zugpersonal

### Wehrmacht

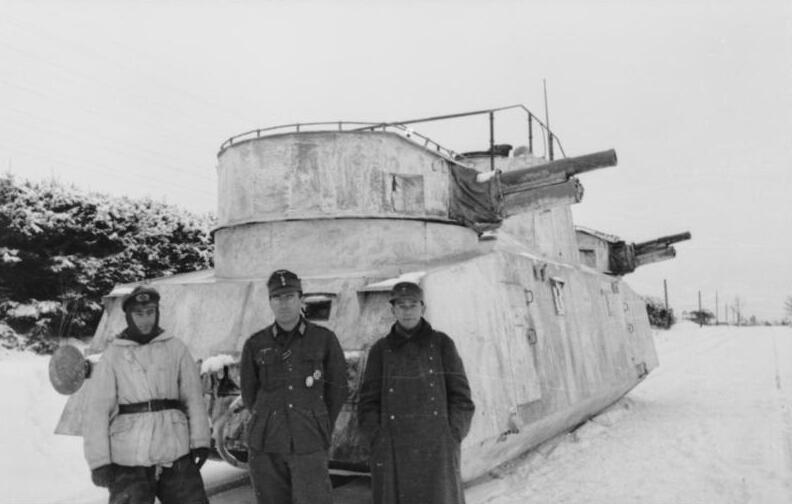
Panzer-Triebwagen 17, in der Mitte der Kommandant Oberleutnant Max Warda

Die Besatzung des Panzer-Triebwagen bestand aus einem Offizier, acht Unteroffizieren und zwölf Mannschaften.
- Panzer-Triebwagenkommandant (Artillerie-Offizier)
- zwei Geschützführer (Unteroffizier)
- ein Richtunteroffizier
- zwei Richtkanoniere
- sechs Kanoniere (mit Waffenmeister-Gehilfe und Funker)
- ein Maschinengewehr-Führer (Unteroffizier)
- drei Maschinengewehrschützen (mit Melder und Feldkoch)
- zwei Triebwagenführer (Unteroffizier) (einer davon Motorenschlosser)
- ein Funkunteroffizier (Feldwebel)
- ein Funker
- ein Sanitäts-Unteroffizier

## Einsatz

### Panzer-Triebwagen D-2
Die Hauptaufgabe der Panzer-Triebwagen D-2 bestand in der Sicherung des Grenzgebietes der Sowjetunion unter den Truppen des NKWD ab dem 10. Juli 1934. Mit dem Ausbruch des Zweiten Weltkrieges befanden sich alle Panzer-Triebwagen an verschiedenen Orten entlang der Grenze, von der Ostsee bis nach Transbaikalien. Als die Wehrmacht im Sommer 1941 mit dem Unternehmen Barbarossa in die Sowjetunion einfiel, wurden sieben dieser Panzer-Triebwagen erbeutet, repariert und durch die Wehrmacht weiter genutzt.
Alle verbliebenen Panzer-Triebwagen wurden im Rückwärtigen Bereich eingesetzt, nahmen aber an keinen Kampfhandlungen mehr teil. Ende der 1940er Jahre wurden alle Panzer-Triebwagen außer Dienst gestellt.

### Panzer-Triebwagen 17

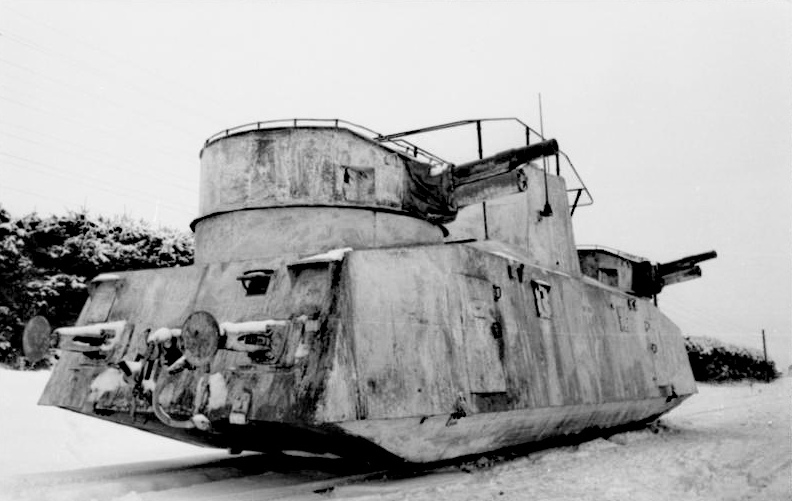
Panzer-Triebwagen 17

Am 7. Dezember 1943 wurde der Panzer-Triebwagen 17 an die Ostfront verlegt und dem Panzerzug 61 unterstellt. Zusammen operierte sie auf der Eisenbahnstrecke zwischen Witebsk, Polzok und Obol. Diese Strecke war durch fast tägliche Angriffe stark gefährdet und wurde bereits am 1. November für den normalen Eisenbahnverkehr gesperrt werden. Immer wieder mussten gegnerische Vorstöße abgewehrt werden, die erst am 17. Januar 1944 eingestellt wurden.
Am 22. Juni 1944 begann die sowjetische Offensive bei Witebsk und am 23. Juni von Orscha bis südlich von Bobruisk. Die in Minsk versammelte Kampfgruppe, bestehend aus dem Panzer-Triebwagen 17, dem Panzerzug 21, dem Panzerzug 28 und dem Panzerzug 61 wurde daraufhin alarmiert und in Richtung Bobruisk in Marsch gesetzt. Von diesen konnten aber nur der Panzer-Triebwagen und der Panzerzug 61 dem Panzerzug 1 folgen, welcher von Ossipowitschi über Bobruisk nach Schlobin vorgerückt war. Am 25. Juni waren alle in Gefechte verwickelt und am Abend des Tages standen der Panzer-Triebwagen und der Panzerzug 61 an der südlichen Durchbruchstelle bei Tscherny Brody im Kampf gegen T-34 Panzer der I. Garde-Panzerkorps. Beiden gelang es, mehrere Panzer abzuschießen, wurde selber jedoch unter Feuer genommen. Nach den Kämpfen konnten beide, trotzdem sie von eigenen Truppen abgeschnitten waren, unter Volldampf nach Bobruisk durchbrechen. Den weiteren Vormarsch zahlreicher sowjetischer Truppen mit Panzern konnten sie nicht aufhalten.
Am 27. Juni standen sowjetische Truppen bei Jasen und Mirandino und hatten die Fahrzeuge erneut von eigenen Truppen abgeschnitten. Beide versuchten vergeblich die Eisenbahnstrecke zwischen Bobruisk und Minsk wieder frei zu kämpfen. Ein Durchbrechen war aufgrund von Evakuierungszügen auf der Strecke nicht möglich, da sie diese unpassierbar machten. Daraufhin zogen sie die Fahrzeuge nach Bobruisk zurück und wurden am Nachmittag des 27. Juni 1944 von den Besatzungen gesprengt. Damit wurde der Panzer-Triebwagen 17 aus den Listen gestrichen. Beim Versuch, aus Bobruisk auszubrechen, gerieten die meisten Besatzungsmitglieder in sowjetische Kriegsgefangenschaft.
- Panzer-Triebwagenkommandant[11]
  - Oberleutnant Max Warda (Dezember 1943 – Mai 1944)
  - Leutnant Robert Prinzing (Juni 1944)

### Panzer-Triebwagen 18
Am 17. Juli 1944 erreichte der Panzer-Triebwagen 18 die Frontlinie und sollte dem Panzerzug 63 unterstellt werden. Dieser wurde jedoch von sowjetischen Panzern angegriffen und vernichtet, bevor der Panzer-Triebwagen ihn erreichen konnte. Durch den Verlust des Panzerzuges wurden der Panzer-Triebwagen 18 und der Panzer-Triebwagen 16 dem Panzerzug 11 unterstellt. Noch am gleichen Tag rückten alle Fahrzeuge von Zolkiew nach Norden ab, um sowjetische Truppen zu bekämpfen, die bereits über den Bug vorgerückt waren.
Als die Fahrzeuge Rawa-Ruska erreichten, waren sie von sowjetischen Truppen eingeschlossen. Nach einem Unterstützungsangriff von Stukas, gelang ihnen der Ausbruch nach Norden. Im weiteren Verlauf kam es zu schweren Gefechten bei Zamość. Nachdem die sowjetischen Truppen am 22. Juli über bei Cholm über den Bug gelangten, sollten die Fahrzeuge die Eisenbahnlinie zwischen Lublin und Cholm sperren. Nach einem weiteren Gefecht und der Beschädigung des Panzerzuges, konnten sich die Fahrzeuge am 24. Juli über Lublin hinaus nach Rozwadow absetzten. Nachdem es deutschen Truppen gelang, die Front östlich von Tarnów zu stabilisieren, wurde der Panzerzug 11 abgezogen. Die beiden Panzer-Triebwagen verblieben vor Ort. Zum Jahresende 1944 befand sich der Panzer-Triebwagen 18, nun wieder mit dem Panzerzug 11, in Kielce. Dort sicherten sie den Brückenkopf bei Baranaow.
Als am 12. Januar 1945 die neue große Offensive der sowjetischen Truppen begann, zielte die Hauptstoßrichtung auf die Bahnlinie zwischen Kielce und Tunel. Dazwischen, in der Ortschaft Chęciny, standen der Panzerzug 11 und der Panzerzug 25 mit dem Panzer-Triebwagen 16 und dem Panzer-Triebwagen 18. Am 13. Januar traf die Meldung ein, dass auf der Strecke bei Sobkow sowjetische Panzer gesichtet wurden. Der Panzer-Triebwagen 18 wurde als Aufklärer vorausgeschickt. Nach nur kurzer Zeit kam dieser jedoch mit Treffern und Verlusten unter der Besatzung zurück. Die Besatzung konnte nicht sagen, von wo aus und in welcher Stärke sie beschossen wurden. Aufgrund der schweren Beschädigungen konnte der Panzer-Triebwagen 18 nicht mehr aus Kielce abfahren und wurde dort zurückgelassen und wenig später von sowjetischen Truppen erbeutet.
- Panzer-Triebwagenkommandant[11]
  - Leutnant Hans-Hubert von Waldow (Juli 1944 – Januar 1945)

### Panzer-Triebwagen 19
Der Panzer-Triebwagen 19 wurde am 20. November 1943 aufgestellt, war am 30. August 1944 einsatzbereit und mit dem Eintreffen an der Ostfront dem Panzerzug 30 unterstellt. Als der Panzer-Triebwagen beim Panzerzug 30 ankam, war dieser mit Sicherungsaufgaben im Raums westlich von Warschau eingesetzt. Ab dem 21. Oktober verlegten sie zum Narew-Brückenkopf im Raum Nasielsk und Modlin. Am 15. November wurden sie bereits abgezogen und in den Raum Treuburg verlegt. Zusammen mit dem Lehr-Panzerzug 5 sicherten sie die Eisenbahnstrecke zwischen Treuburg und Raczki. Ab dem 1. Dezember war der neue Einsatzbereich bei Urbansdorf.
Am 19. Januar 1945 wurden der Panzer-Triebwagen 19, der Panzerzug 30 und der Befehls-Panzerzug 72B alarmiert und in den Raum Soldau verlegt. Bei einem Gefecht bei Hartowitz erhielt der Panzer-Triebwagen einen Volltreffer, konnte aber nach Grodden abgeschleppt werden. Aufgrund der steigenden Gefahr sowjetischer Truppen verlegten die Fahrzeuge weiter nach Deutsch-Eylau. Nach einer schnellen und provisorischen Reparatur brachen die Fahrzeuge nach Charlottenwerder durch und standen am 23. Januar zwischen Riesenburg und Marienburg. Am 25. Januar überquerten sie die Nogat. Daraufhin verlegte der Panzer-Triebwagen nach Österreich
Am 4. Mai 1945 traf der Panzer-Triebwagen 19 in Mureck ein. Am 5. und 6. Mai fuhr er eine Versorgungsfahrt über Graz in Richtung Gleisdorf. Am Morgen des 7. Mai hatte der Panzer-Triebwagen einen Getriebeschaden, welcher in einer ganztägigen Reparatur behoben werden konnte. Am 8. Mai 1945 setzte er seine Fahrt in Richtung Süden fort und traf auf den Panzerzug 64, welcher sich abgesetzt hatte. Zusammen fuhren sie zurück nach Graz, wo Österreicher mit rot-weiß-roten Armbinden sie aufhalten wollten. Die beiden Fahrzeuge fuhren weiter, durchquerten den Bahnhof von Graz uns sahen sich nach dem Bahnhof in einer Schlange von vielen weiteren Zügen. Am Abend erreichten sie Pernegg an der Mur. Noch am 9. Mai fuhr der Panzer-Triebwagen alleine weiter bis Leoben. Unterwegs wollten erneut nationale österreichische Gruppen den Rückmarsch deutscher Truppen aufhalten, wurden jedoch durch Truppen der Waffen-SS bekämpft und vertrieben. Der Panzer-Triebwagen fuhr daraufhin weiter bis Leoben und wurde dort, aufgrund der zugefahrenen Strecke musste er jedoch dort stehen bleiben und wurde aufgegeben. Der Besatzung gelang es sich in U. S. amerikanische Gefangenschaft zu begeben.
- Panzer-Triebwagenkommandant[11]
  - Leutnant Borngräber (August 1944 – Januar 1945)
  - Leutnant Robert Hertlein (März 1945 – Mai 1945)

### Panzer-Triebwagen 20
Der Panzer-Triebwagen 20 wurde am 20. November 1943 aufgestellt, war am 18. September 1944 einsatzbereit und mit dem Eintreffen an der Ostfront dem Panzerzug 62 unterstellt. Hauptaufgabe war die Sicherung des Streckenabschnittes zwischen Deutschendorf und Tschirn. Am 18. Oktober setzten deutsche Truppen zu einem letzten Angriff auf den Ostteil des slowakischen Erzgebirges an. Der Panzer-Triebwagen gab dabei mit dem Panzerzug Artillerieunterstützung.
Noch vor dem Jahresende erlitt der Panzer-Triebwagen einen Achsbruch und war nur noch bedingt einsatzfähig. Daraufhin wurde er für Reparaturen nach Ruttek verlegt. Dort war es nicht möglich die Reparaturen durchzuführen und so musste er in Reichsbahn-Ausbesserungswerk nach Nürnberg verlegt werden. Als nach der Schlacht um Nürnberg U. S.-amerikanische Truppen die Stadt eroberten, fiel ihnen im dortigen Reichsbahn-Ausbesserungswerk der Panzer-Triebwagen 20 in die Hände.
- Panzer-Triebwagenkommandant[11]
  - Leutnant Karl Tomaselli (September 1944 – Mai 1945)

### Panzer-Triebwagen 21
Der Panzer-Triebwagen 21 wurde am 27. Januar 1944 aufgestellt, war am 10. Oktober 1944 einsatzbereit und mit dem Eintreffen an der Ostfront dem Panzerzug 52 unterstellt. Zusammen mit dem Streckenschutzzug Blücher verlegten die Fahrzeuge nach Tilsit, da sowjetische Truppen am gleichen Tag die Memel erreicht hatten. Am 16. Oktober begann die sowjetische Offensive aus dem Raum Suwałki gegen Ostpreußen. Der Panzer-Triebwagen 21 war zu der Zeit mit dem Panzerzug 52 auf der Eisenbahnstrecke zwischen Insterburg und Gumbinnen stationiert. Zusammen mit anderen Truppen, gelang es den Fahrzeugen den sowjetischen Stoßkeil südlich von Gumbinnen abzuschneiden. Am 25. Oktober versuchten sie Goldap zurückzuerobern, aber der Vorstoß scheiterte bereits am 26. Oktober.
Am 28. Oktober traf der Regimentskommandeur der Panzerzüge bei der Heeresgruppe Mitte, Oberstleutnant Dr. Günther, mit dem Befehls-Panzerzug 72B in Angerburg ein. Dieser übernahm die Führung der Panzerzüge und Panzer-Triebwagen im Einsatzraum und plante für den 3. November einen erneuten Angriff. An diesem Tag griffen deutsche Truppen von Norden uns Süden her an, während der Panzer-Triebwagen 21, zusammen mit dem Panzerzug 52, dem Panzerzug 68, dem Befehls-Panzerzug 72B und der Sturmgeschützbrigade 259 von Angerapp gegen Goldap vorstießen. Die Panzerzüge brachen, zusammen mit ausgebooteter Infanterie in die sowjetischen Stellungen ein und drangen bis zu einer gesprengten Brücke einen Kilometer vor Goldap vor. Am 5. November konnte die Rückeroberung der Stadt gemeldet werden.
Im Dezember 1944 erlitt der Panzer-Triebwagen einen Getriebeschaden und musste zur Reparatur ins Reichsbahn-Ausbesserungswerk Nürnberg gebracht werden. Am 20. Februar 1945 war der Panzer-Triebwagen 21 wieder repariert und Anfang März an der Oderfront, zusammen mit dem Panzer-Triebwagen 16, im Einsatz. Als am 16. April die sowjetischen Truppen an der Oder und Neiße zu einer weiteren Offensive antraten, befand sich der Panzer-Triebwagen 21, zusammen mit dem Panzerzug 65, dem Streckenschutzzug 83, dem Panzer-Triebwagen 16 und dem Panzer-Triebwagen 22 im Bereich um Frankfurt an der Oder. Sie nahmen an den Abwehrkämpfen im Bereich Rosengarten und Booßen teil und konnten vorerst die Stellungen halten. Am 19. April, vor dem Durchbruch bei den Seelower Höhen, zog sich die Kampfgruppe in Richtung Berlin zurück und stand am 20. April in Erkner.
Am 2. Mai standen alle noch verbliebenen Fahrzeuge der Panzerzuggruppe, der Panzerzug 83, der Panzerzug 65, der Panzerzug 75, der Streckenschutzzug 350, der Panzer-Triebwagen 21, der Panzer-Triebwagen 22 und der Panzer-Triebwagen 37 in Neustadt-Glewe, auf der Eisenbahnstrecke zwischen Ludwigslust und Parchim. Am gleichen Tag fuhren alle Fahrzeuge geschlossen über Ludwigslust weiter in Richtung Schwerin. In Holthusen stießen sie auf Truppen der 8. U. S.-Infanteriedivision und ergaben sich ihnen. Unter der Flagge der U. S. amerikanischen Truppen und mit Sicherungssoldaten, fuhren die Kampfzüge weiter bis zum Bahnhof Hagenow Land und wurden dort endgültig den U. S. amerikanischen Truppen übergeben. Die Besatzungen kamen in Sammellager für Gefangene und der Panzer-Triebwagen 21 wurde aus den Listen gestrichen.
- Panzer-Triebwagenkommandant[11]
  - Leutnant Borries (Oktober 1944 – Mai 1945)

### Panzer-Triebwagen 22
Der Panzer-Triebwagen 22 wurde am 27. Januar 1944 aufgestellt, war am 26. Oktober 1944 einsatzbereit und mit dem Eintreffen an der Ostfront dem Panzerzug 22 unterstellt. Beide wurden in der Slowakei stationiert und sollten die Sicherung der Eisenbahnlinien von Sillein nach Preschau, sowie von Altsohl nach Kaschau übernehmen. Als im Dezember 1944 eine deutsche Offensive begann, gehörten beide Fahrzeuge zur 1. Panzerarmee.
Um den 25. Januar 1945 waren der Panzer-Triebwagen 22 und der Panzerzug 22 von der Slowakei nach Oberschlesien verlegt worden. Am 2. Februar wurde der Panzer-Triebwagen vom Panzerzug 22 abgezogen, an die Oder verlegt und dem Panzerzug 65 unterstellt. Als am 16. April die sowjetischen Truppen an der Oder und Neiße zu einer weiteren Offensive antraten, befand sich der Panzer-Triebwagen 22, zusammen mit dem Panzerzug 65, dem Streckenschutzzug 83, dem Panzer-Triebwagen 16 und dem Panzer-Triebwagen 21 im Bereich um Frankfurt an der Oder. Sie nahmen an den Abwehrkämpfen im Bereich Rosengarten und Booßen teil und konnten vorerst die Stellungen halten. Am 19. April, vor dem Durchbruch bei den Seelower Höhen, zog sich die Kampfgruppe in Richtung Berlin zurück und stand am 20. April in Erkner.
Am 2. Mai standen alle noch verbliebenen Fahrzeuge der Panzerzuggruppe, der Panzerzug 83, der Panzerzug 65, der Panzerzug 75, der Streckenschutzzug 350, der Panzer-Triebwagen 21, der Panzer-Triebwagen 22 und der Panzer-Triebwagen 37 in Neustadt-Glewe, auf der Eisenbahnstrecke zwischen Ludwigslust und Parchim. Am gleichen Tag fuhren alle Fahrzeuge geschlossen über Ludwigslust weiter in Richtung Schwerin. In Holthusen stießen sie auf Truppen der 8. U. S.-Infanteriedivision und ergaben sich ihnen. Unter der Flagge der U. S. amerikanischen Truppen und mit Sicherungssoldaten, fuhren die Kampfzüge weiter bis zum Bahnhof Hagenow Land und wurden dort endgültig den U. S. amerikanischen Truppen übergeben. Die Besatzungen kamen in Sammellager für Gefangene und der Panzer-Triebwagen 21 wurde aus den Listen gestrichen.
- Panzer-Triebwagenkommandant[11]
  - Leutnant Hans-Joachim Roddewig (Oktober 1944 – Januar 1945)

### Panzer-Triebwagen 23
Am 27. Januar 1944 wurde der Panzer-Triebwagen 23 aufgestellt, war im November 1944 einsatzbereit und an die Ostfront verlegt worden. Dort angekommen wurde er dem Panzerzug 76 unterstellt, welcher in Urbansdorf bei Goldap stand. Bis zum Januar 1945 standen die Fahrzeuge dort und wurden erst am 21. Januar der 3. Panzer-Armee unterstellt und auf die Eisenbahnlinie zwischen Friedland und Wehlau befohlen. Damit rollten der Panzerzug und der Panzer-Triebwagen nach Königsberg. Am 25. Januar standen sie bei Labiau in einem Gefecht und mussten sich am 28. Januar bis an den Stadtrand von Königsberg zurückziehen. Dort angekommen wurden sie auf die Eisenbahnstrecke von Königsberg nach Pillau verlegt.
Am 30. Januar gelang es sowjetischen Truppen bei Metgethen die Eisenbahnlinie zu unterbrechen. Die Fahrzeuge blieben dabei außerhalb der Einkesselung im Raum Fischhausen. In den nächsten Tagen wurde beide bei Angriffen eingesetzt, bei denen die Verbindung zwischen Samland und Königsberg bei Forken wiederhergestellt werden konnte. Nach den Gefechten traf bei Fischhausen der Panzerzug 68 ein wurde mit dem Panzer-Triebwagen 23 zusammengekoppelt und ihm unterstellt. In den folgenden Wochen sicherten die Panzerzüge und der Panzer-Triebwagen die Eisenbahnlinie zwischen Königsberg und Pillau sowie Frontabschnitte vor Königsberg.
Als am 6. April 1945 der endgültige Sturm von sowjetischen Truppen auf Königsberg begann, gaben der Panzer-Triebwagen 23 und der Panzerzug 68 Artillerieunterstützung von Rosenau aus. Während sich der Ring immer weiter Schloss, kämpften sie im Bereich des Gleisdreieck nördlich des Hauptbahnhofes. Im weiteren Verlauf zogen sie sich bis zum Nordbahnhof zurück und mussten am 7. April 1945 die Fahrzeuge aufgeben und sprengen. Die Besatzungen kämpften bis zur Kapitulation von Königsberg und gerieten danach in sowjetische Kriegsgefangenschaft.
- Panzer-Triebwagenkommandant[11]
  - Oberleutnant Müller (November 1944 – April 1945)